# Fayoum Light Railway

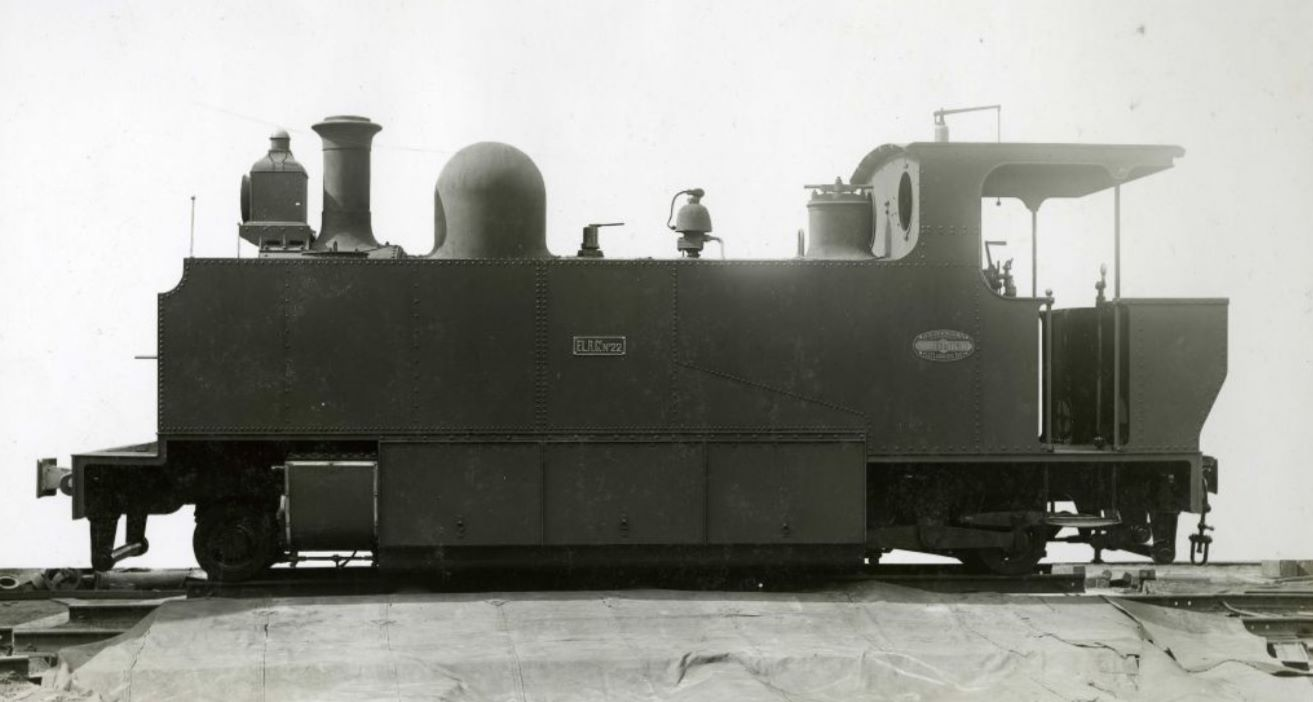
Dampflok Nr. 22 der FLR

| Strecke von rechts                                                                             |      | von Kairo (Normalspur)     | von Kairo (Normalspur)     |
| Kopfbahnhof Strecke ab hier außer Betrieb · Kopfbahnhof Streckenanfang (Strecke außer Betrieb) | 0    | Al-Fayyūm                  | Al-Fayyūm                  |
| Abzweig geradeaus und nach rechts (Strecke außer Betrieb)                                      |      | nach Scheich Hassan        | nach Scheich Hassan        |
| Abzweig geradeaus und nach links (Strecke außer Betrieb)                                       |      | nach al-Rôda               | nach al-Rôda               |
| Bahnhof (Strecke außer Betrieb)                                                                | 1,6  | Quhafa                     | Quhafa                     |
| Bahnhof (Strecke außer Betrieb)                                                                | 4,0  | Guinedi                    | Guinedi                    |
| Bahnhof (Strecke außer Betrieb)                                                                | 5,5  | Ruschdi                    | Ruschdi                    |
| Bahnhof (Strecke außer Betrieb)                                                                | 6,5  | Chaled Bey                 | Chaled Bey                 |
| Bahnhof (Strecke außer Betrieb)                                                                | 8,3  | Hauwâret                   | Hauwâret                   |
| Bahnhof (Strecke außer Betrieb)                                                                | 11,0 | Bahr-Seila                 | Bahr-Seila                 |
| Bahnhof (Strecke außer Betrieb)                                                                | 13,0 | Dimischkine                | Dimischkine                |
| Bahnhof (Strecke außer Betrieb)                                                                | 15,0 | Basch-Kateb                | Basch-Kateb                |
| Kopfbahnhof Streckenende (Strecke außer Betrieb)                                               | 17,3 | Al-Lahun                   | Al-Lahun                   |
| Kopfbahnhof Streckenanfang                                                                     |      | von Beni Suef (Normalspur) | von Beni Suef (Normalspur) |

| Kopfbahnhof Streckenanfang (Strecke außer Betrieb) · Kopfbahnhof Strecke bis hier außer Betrieb                     | 0      | Al-Fayyūm           | Al-Fayyūm           |
| Abzweig geradeaus und nach rechts (Strecke außer Betrieb) · Strecke                                                 |        | nach Scheich Hassan | nach Scheich Hassan |
| Abzweig geradeaus und nach rechts (Strecke außer Betrieb) · Strecke                                                 |        | nach al-Lahun       | nach al-Lahun       |
| Bahnhof (Strecke außer Betrieb) · Bahnhof                                                                           | 4,3    | Mandaret-al-Fayyūm  | Mandaret-al-Fayyūm  |
| Strecke von links · Strecke quer · Kreuzung geradeaus oben (Strecke geradeaus außer Betrieb) · Strecke nach rechts  |        |                     |                     |
| Bahnhof · Kopfbahnhof Streckenanfang (Strecke außer Betrieb) · Strecke (außer Betrieb)                              | 7,2    | Al-Idwah            | Al-Idwah            |
| Strecke nach rechts · Strecke nach links (außer Betrieb) · Abzweig geradeaus und von rechts (Strecke außer Betrieb) |        | nach Kairo          | nach Kairo          |
| Bahnhof (Strecke außer Betrieb)                                                                                     | 10,1 0 | Mittertaris         | Mittertaris         |
| Abzweig geradeaus und nach links (Strecke außer Betrieb)                                                            |        | nach Tâmîja         | nach Tâmîja         |
| Bahnhof (Strecke außer Betrieb)                                                                                     | 3      | Kafr Koleib         | Kafr Koleib         |
| Bahnhof (Strecke außer Betrieb)                                                                                     | 5      | Sela                | Sela                |
| Bahnhof (Strecke außer Betrieb)                                                                                     | 7      | Sersina             | Sersina             |
| Bahnhof (Strecke außer Betrieb)                                                                                     | 10     | Kafr Hassan         | Kafr Hassan         |
| Bahnhof (Strecke außer Betrieb)                                                                                     | 12     | Forkos              | Forkos              |
| Strecke von links (außer Betrieb) · Abzweig geradeaus und nach rechts (Strecke außer Betrieb)                       |        |                     |                     |
| Kopfbahnhof Streckenende (Strecke außer Betrieb) · Strecke (außer Betrieb)                                          | 1,5    | Robijat             | Robijat             |
| Abzweig geradeaus und von links (Strecke außer Betrieb)                                                             |        | von Tâmîja          | von Tâmîja          |
| Kopfbahnhof Streckenende (Strecke außer Betrieb)                                                                    | 15     | Al-Rôda             | Al-Rôda             |

| Kopfbahnhof Streckenanfang (Strecke außer Betrieb) · Kopfbahnhof Strecke bis hier außer Betrieb                                 | 0      | Al-Fayyūm                | Al-Fayyūm                |
| Abzweig geradeaus und nach rechts (Strecke außer Betrieb) · Strecke                                                             |        | nach Scheich Hassan      | nach Scheich Hassan      |
| Abzweig geradeaus und nach rechts (Strecke außer Betrieb) · Strecke                                                             |        | nach Al-Lahun            | nach Al-Lahun            |
| Bahnhof (Strecke außer Betrieb) · Bahnhof                                                                                       | 4,3    | Mandaret-al-Fayyūm       | Mandaret-al-Fayyūm       |
| Strecke von links · Strecke quer · Kreuzung geradeaus oben (Strecke geradeaus außer Betrieb) · Strecke nach rechts              |        |                          |                          |
| Bahnhof · Kopfbahnhof Streckenanfang (Strecke außer Betrieb) · Strecke (außer Betrieb)                                          | 7,2    | Al-Idwah                 | Al-Idwah                 |
| Strecke nach rechts · Strecke nach links (außer Betrieb) · Abzweig geradeaus und von rechts (Strecke außer Betrieb)             |        | nach Kairo               | nach Kairo               |
| Bahnhof (Strecke außer Betrieb)                                                                                                 | 10,1 0 | Mittertaris              | Mittertaris              |
| Abzweig geradeaus und nach rechts (Strecke außer Betrieb)                                                                       |        | nach Kafr Koleib         | nach Kafr Koleib         |
| Bahnhof (Strecke außer Betrieb)                                                                                                 | 13,1   | Echssas                  | Echssas                  |
| Strecke (außer Betrieb) · Strecke von links (außer Betrieb)                                                                     |        | Normalspur von al-Fayyūm | Normalspur von al-Fayyūm |
| Strecke (außer Betrieb) · Kopfbahnhof Streckenanfang (Strecke außer Betrieb) · Kopfbahnhof Streckenende (Strecke außer Betrieb) | 5,3    | Sinnûris                 | Sinnûris                 |
| Strecke (außer Betrieb) · Bahnhof (Strecke außer Betrieb)                                                                       | 1,0    | Guabala                  | Guabala                  |
| Abzweig geradeaus und von links (Strecke außer Betrieb) · Strecke nach rechts (außer Betrieb)                                   |        |                          |                          |
| Bahnhof (Strecke außer Betrieb)                                                                                                 | 16,1   | Massaret-Duda            | Massaret-Duda            |
| Bahnhof (Strecke außer Betrieb)                                                                                                 | 20,5   | Kafr Mahfuz              | Kafr Mahfuz              |
| Bahnhof (Strecke außer Betrieb)                                                                                                 | 26,9   | Tâmîja                   | Tâmîja                   |
| Abzweig geradeaus und von rechts (Strecke außer Betrieb)                                                                        |        | von Mittertaris          | von Mittertaris          |
| Kopfbahnhof Streckenende (Strecke außer Betrieb)                                                                                | 33,3   | Al-Rôda                  | Al-Rôda                  |

| Bahnhof (Strecke außer Betrieb)                                                               | 0     | Al-Fayyūm                 | Al-Fayyūm                 |
| Abzweig geradeaus und nach links (Strecke außer Betrieb)                                      |       | nach al-Rôda und al-Lahun | nach al-Rôda und al-Lahun |
| Bahnhof (Strecke außer Betrieb)                                                               | 2,0   | Scheich Hassan            | Scheich Hassan            |
| Abzweig geradeaus und nach rechts (Strecke außer Betrieb)                                     |       | nach al-‘Agamîyîn         | nach al-‘Agamîyîn         |
| Abzweig geradeaus und nach rechts (Strecke außer Betrieb)                                     |       | nach Miniet-Heit          | nach Miniet-Heit          |
| Bahnhof (Strecke außer Betrieb)                                                               | 3,5   | Itwan                     | Itwan                     |
| Bahnhof (Strecke außer Betrieb)                                                               | 5,0 0 | Maghraby                  | Maghraby                  |
| Abzweig geradeaus und nach links (Strecke außer Betrieb) · Strecke von rechts (außer Betrieb) |       |                           |                           |
| Strecke (außer Betrieb) · Kopfbahnhof Streckenende (Strecke außer Betrieb)                    | 1,5   | Deir-al-Azzab             | Deir-al-Azzab             |
| Bahnhof (Strecke außer Betrieb)                                                               | 6,4   | Azab                      | Azab                      |
| Bahnhof (Strecke außer Betrieb)                                                               | 8,0   | Naghib Bey                | Naghib Bey                |
| Bahnhof (Strecke außer Betrieb)                                                               | 9,1   | Kallahana                 | Kallahana                 |
| Bahnhof (Strecke außer Betrieb)                                                               | 10,0  | Rabia                     | Rabia                     |
| Bahnhof (Strecke außer Betrieb)                                                               | 11,5  | Izbat Qalamshah           | Izbat Qalamshah           |
| Bahnhof (Strecke außer Betrieb)                                                               | 14,3  | Ezbet Mattar              | Ezbet Mattar              |
| Kopfbahnhof Streckenende (Strecke außer Betrieb)                                              | 16,9  | Qalamshah                 | Qalamshah                 |

| Bahnhof (Strecke außer Betrieb)                                                                   | 0    | Al-Fayyūm                       | Al-Fayyūm                       |
| Abzweig geradeaus und nach links (Strecke außer Betrieb)                                          |      | nach al-Rôda und al-Lahun       | nach al-Rôda und al-Lahun       |
| Bahnhof (Strecke außer Betrieb)                                                                   | 2,0  | Scheich Hassan                  | Scheich Hassan                  |
| Abzweig geradeaus und nach rechts (Strecke außer Betrieb)                                         |      | nach al-‘Agamîyîn               | nach al-‘Agamîyîn               |
| Abzweig geradeaus und nach links (Strecke außer Betrieb)                                          |      | nach Qalamshah                  | nach Qalamshah                  |
| Bahnhof (Strecke außer Betrieb)                                                                   | 3,0  | Abgig                           | Abgig                           |
| Bahnhof (Strecke außer Betrieb)                                                                   | 4,0  | Barmaki                         | Barmaki                         |
| Bahnhof (Strecke außer Betrieb)                                                                   | 5,0  | Massara                         | Massara                         |
| Bahnhof (Strecke außer Betrieb)                                                                   | 6,0  | Sawafna                         | Sawafna                         |
| Bahnhof (Strecke außer Betrieb)                                                                   | 6,7  | Difino                          | Difino                          |
| Bahnhof (Strecke außer Betrieb)                                                                   | 9,2  | Etsa-Merkez                     | Etsa-Merkez                     |
| Bahnhof (Strecke außer Betrieb)                                                                   | 9,8  | Etsa-Kom                        | Etsa-Kom                        |
| Bahnhof (Strecke außer Betrieb)                                                                   | 11,8 | Guaafra                         | Guaafra                         |
| Bahnhof (Strecke außer Betrieb)                                                                   | 14,5 | Habat                           | Habat                           |
| Bahnhof quer (Strecke außer Betrieb) · Abzweig nach rechts und von rechts (Strecke außer Betrieb) | 16,1 | Miniet-Heit nach Al-Schawâschna | Miniet-Heit nach Al-Schawâschna |
| Bahnhof (Strecke außer Betrieb)                                                                   | 18,7 | Schidmuh                        | Schidmuh                        |
| Bahnhof (Strecke außer Betrieb)                                                                   | 21,1 | Abu Nur                         | Abu Nur                         |
| Bahnhof (Strecke außer Betrieb)                                                                   | 25,4 | Danial                          | Danial                          |
| Kopfbahnhof Streckenende (Strecke außer Betrieb)                                                  | 29,7 | Al-Gharaq al-Sultâni            | Al-Gharaq al-Sultâni            |

| Strecke von rechts (außer Betrieb)                       |      | von Al-Fayyūm            | von Al-Fayyūm            |
| Abzweig geradeaus und von links (Strecke außer Betrieb)  |      | von Al-Gharaq al-Sultâni | von Al-Gharaq al-Sultâni |
| Bahnhof (Strecke außer Betrieb)                          | 0    | Miniet-Heit              | Miniet-Heit              |
| Bahnhof (Strecke außer Betrieb)                          | 0,5  | Al-Minya                 | Al-Minya                 |
| Bahnhof (Strecke außer Betrieb)                          | 3,6  | Nawara                   | Nawara                   |
| Bahnhof (Strecke außer Betrieb)                          | 6,0  | Abu Guandir              | Abu Guandir              |
| Bahnhof (Strecke außer Betrieb)                          | 9,4  | Al-Wanaissa              | Al-Wanaissa              |
| Bahnhof (Strecke außer Betrieb)                          | 10,5 | Mochtalata               | Mochtalata               |
| Bahnhof (Strecke außer Betrieb)                          | 13,1 | Abu-Hamach               | Abu-Hamach               |
| Bahnhof (Strecke außer Betrieb)                          | 15,5 | Al-Nazia                 | Al-Nazia                 |
| Bahnhof (Strecke außer Betrieb)                          | 19,1 | Kasr al-Guibali          | Kasr al-Guibali          |
| Bahnhof (Strecke außer Betrieb)                          | 20,5 | Gebel Saad               | Gebel Saad               |
| Abzweig geradeaus und von rechts (Strecke außer Betrieb) |      | Industrieanschluss       | Industrieanschluss       |
| Kopfbahnhof Streckenende (Strecke außer Betrieb)         | 24,2 | Al-Schawâschna           | Al-Schawâschna           |

| Bahnhof (Strecke außer Betrieb)                                                               | 0      | Al-Fayyūm                       | Al-Fayyūm                       |
| Abzweig geradeaus und nach links (Strecke außer Betrieb)                                      |        | nach al-Rôda und al-Lahun       | nach al-Rôda und al-Lahun       |
| Bahnhof (Strecke außer Betrieb)                                                               | 2,0 0  | Scheich Hassan                  | Scheich Hassan                  |
| Abzweig geradeaus und nach links (Strecke außer Betrieb)                                      |        | nach Miniet-Heit und Qalamschah | nach Miniet-Heit und Qalamschah |
| Bahnhof (Strecke außer Betrieb)                                                               | 2,2    | Sufi                            | Sufi                            |
| Bahnhof (Strecke außer Betrieb)                                                               | 3,5    | Abu Eche                        | Abu Eche                        |
| Bahnhof (Strecke außer Betrieb)                                                               | 4,5    | Omar Bey                        | Omar Bey                        |
| Bahnhof (Strecke außer Betrieb)                                                               | 5,8    | Ali Bey                         | Ali Bey                         |
| Bahnhof (Strecke außer Betrieb)                                                               | 8,4    | Manchat-Halfa                   | Manchat-Halfa                   |
| Bahnhof (Strecke außer Betrieb)                                                               | 9,3    | Mutul                           | Mutul                           |
| Bahnhof (Strecke außer Betrieb)                                                               | 11,9   | Hereit                          | Hereit                          |
| Bahnhof (Strecke außer Betrieb)                                                               | 13,2   | Georges Eid                     | Georges Eid                     |
| Bahnhof (Strecke außer Betrieb)                                                               | 15,4   | Guaradu                         | Guaradu                         |
| Bahnhof (Strecke außer Betrieb)                                                               | 16,8 0 | Tubhâr                          | Tubhâr                          |
| Abzweig geradeaus und nach links (Strecke außer Betrieb) · Strecke von rechts (außer Betrieb) |        |                                 |                                 |
| Strecke (außer Betrieb) · Kopfbahnhof Streckenende (Strecke außer Betrieb)                    | 4,5    | NezlahWadi                      | NezlahWadi                      |
| Kopfbahnhof Streckenende (Strecke außer Betrieb)                                              | 20,6   | Al-‘Agamîyîn                    | Al-‘Agamîyîn                    |

Die Fayoum Light Railways Company (FLR) wurde am 17. Februar 1899 von einer Gruppe von koptischen Investoren gegründet, um ein Netz von Schmalspurbahnen mit einer Spurweite von 750 mm in der Gegend um Fayoum in Ägypten zu bauen und zu betreiben.

## Bau
Der Bau der ersten Bahnstrecke begann 1898. Sie bediente ein künstlich bewässertes Gebiet im Fayyum-Becken südlich von Kairo. Die Eisenbahn hatte sieben, meist entlang von Straßen verlegte Stichstrecken mit einer Gesamtlänge von 168 km.
Der britische Eisenbahningenieur Everard Calthrop diente als Berater bei der Planung, dem Bau und dem Betrieb der Eisenbahn.
| Jahr | Strecke                               | Anmerkung                                                                          |
| ---- | ------------------------------------- | ---------------------------------------------------------------------------------- |
| 1900 | Al-Fayyūm – Al-Lahun                  |                                                                                    |
| 1900 | Al-Fayyūm – Qalamschah                | Über Scheich Hassan                                                                |
| 1900 | Scheich Hassan – Al-Gharaq al-Sultâni | Über Miniet-Heit                                                                   |
| 1901 | Al-Fayyūm – Al-Rôda                   | Strecke: Al-Fayyūm–Al-Rôda über Kafr Koleib                                        |
| 1902 | Al-Fayyūm – Tâmîja                    | Strecke: Al-Fayyūm–Al-Rôda über Tâmîja                                             |
| 1902 | Miniet-Heit–Al-Schawâschna            | Miniet-Heit–Al Minya: 1900; Al Minya–Al Nazla: 1901; Al Nazla–Al-Schawâschna: 1902 |
| 1915 | Scheich Hassan–Al-‘Agamîyîn           | Scheich Hassan–Tubhâr: 1900; Tubhâr–Al-‘Agamîyîn: 1915                             |
| 1916 | Tubhâr–Nezlah Wadi                    |                                                                                    |
| 1917 | Tâmîja – Al-Rôda                      | Strecke: Al-Fayyūm–Al-Rôda über Tâmîja                                             |

## Betrieb

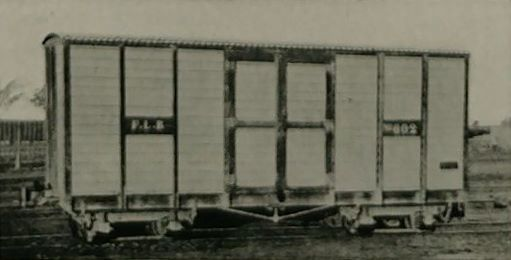
Gedeckter Güterwagen Nr. 602 der FLR

### Regelbetrieb
Die Eisenbahn wurde vor allem für den Transport von Zuckerrohr und anderen landwirtschaftlichen Produkten genutzt, bot aber für 0,55 Pence pro Meile auch Personentransport an.
Im Jahr 1904 wurden 618.000 Fahrgäste und 145.000 Tonnen Güter transportiert.
Es gab mindestens 17 Lokomotiven, darunter auch eine 4-4-0T Dampflokomotive Nr. 8 und einen Schienenbus Nr. 509. Die Wagen mit den Nummern 1543 und 1544 wurden von Drewry & Sons in Herne Hill (London) hergestellt.
Der Regierungsinspekteur berichtete 1904 sehr nachteilhaft über die Fayoum Light Railways Company, die in den ersten fünf Jahren seit ihrer Gründung von S. Sandison de Bilinski geleitet wurden. Die Eisenbahn benötigte zu diesem Zeitpunkt wohl einen kompetenten Manager. Die Angestellten seien vollkommen aus dem Ruder gelaufen und die Verkehrs- und Lokomotivabteilungen seien sich selbst überlassen worden.
1936 war die Gesellschaft im Besitz von 17 Lokomotiven, 2 Triebwagen, 52 Personenwagen und 248 Güterwagen.

### Fossilien

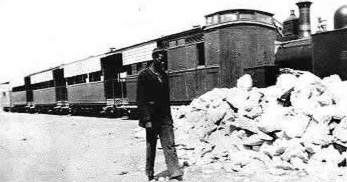
Abtransport der Fossilien von Walter Grangers Fayoum-Expedition, 1907

Der US-amerikanische Fossiliensammler und Wirbeltier-Paläontologe Walter Granger nutzte die Eisenbahn im April 1907 während einer vom American Museum of Natural History in New York organisierten Expedition ins Fayyum-Becken zum Abtransport der dort gefundenen Fayyum-Fossilien von Tamieh (Tamia) über Faoyum nach Kairo, von wo aus sie nach New York verschifft wurden.

### Sibakh

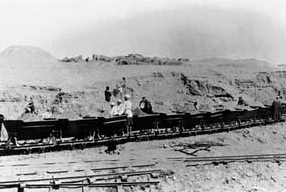
Light railway bei Karanis im Fayyum-Becken, 1920er Jahre

Die Schmalspurbahn wurde in den 1920er Jahren vermutlich auch von einer Firma genutzt, die Anthrosol abbaute. Die lokal Sibakh genannte, fruchtbare Komposterde besteht aus verrotteten organischen Überresten des von den alten Ägyptern betriebenen Ackerbaus. Die mit dem Abbau beschäftigten Arbeiter fanden dabei wohlerhaltene Papyrusrollen, die an Sammler und Museen verkauft wurden. Das erregte die Aufmerksamkeit von Archäologen, die mit der italienischen Firma, die den Dünger abbaute, ein Abkommen schloss, laut dem die Archäologen genug Sibakh abbauen mussten, um die Firma und die Eisenbahn auszulasten, während sie von 1928 bis 1935 die Papyrusrollen im Rahmen von Notgrabungen bargen.

## Aktienmehrheitsübernahme und Fortbestehen

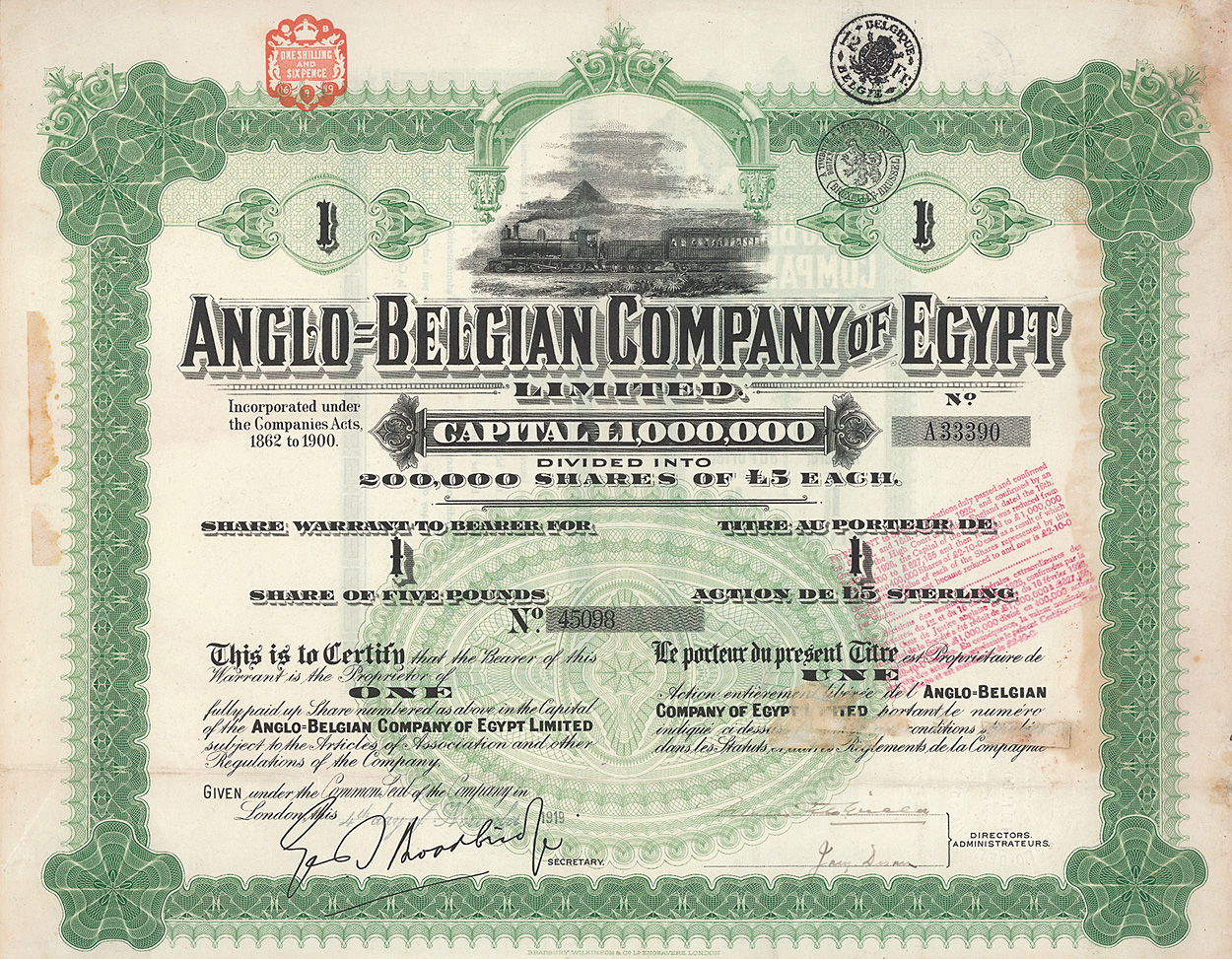
Aktie der Anglo-Belgian Company of Egypt mit Darstellung eines Zuges vor einer Pyramide, 1906

Im Jahr 1906 ging die Aktienmehrheit mit 80 % der Aktien an die Anglo-Belgian Company of Egypt, die 1906 in London für diesen Zweck gegründet worden war. Sie besaß außerdem mehrere Grundstücke im Zentrum von Kairo, u. a. den Garten des Ghezireh Palace Hotels und Grundstücke des French Institutes. Erster Präsident der Gesellschaft war Baron Georges de Reuter, ein Verwandter von Paul Julius Freiherr von Reuter, dem Gründer der Nachrichtenagentur Reuters Telegraphic Co. Laut Jahresbilanzen stieg der Wert des Grundbesitzes unter dem neuen Management von 185.972 £E im Jahr 1907, über 249.075 £E im Jahr 1910 auf 263.850 £E im Jahr 1914 an. Der Umsatz stieg von 23.528 £E im Jahr 1904, über 24.650 £E im Jahr 1905, 25.573 £E im Jahr 1906, 27.013 £E im Jahr 1907 auf 27.032 £E im Jahr 1908, und sank dann auf 24.460 £E im Jahr 1909.
Im Jahr 1939 erwarb Joseph Kfoury, der bereits einige Buslinien in der Fayoum-Provinz betrieb, einen erheblichen Anteil der Fayoum Light Railways Company, deren Hauptverwaltung im al-Immobilia Gebäude untergebracht war. Er wurde daraufhin zu deren Manager ernannt.

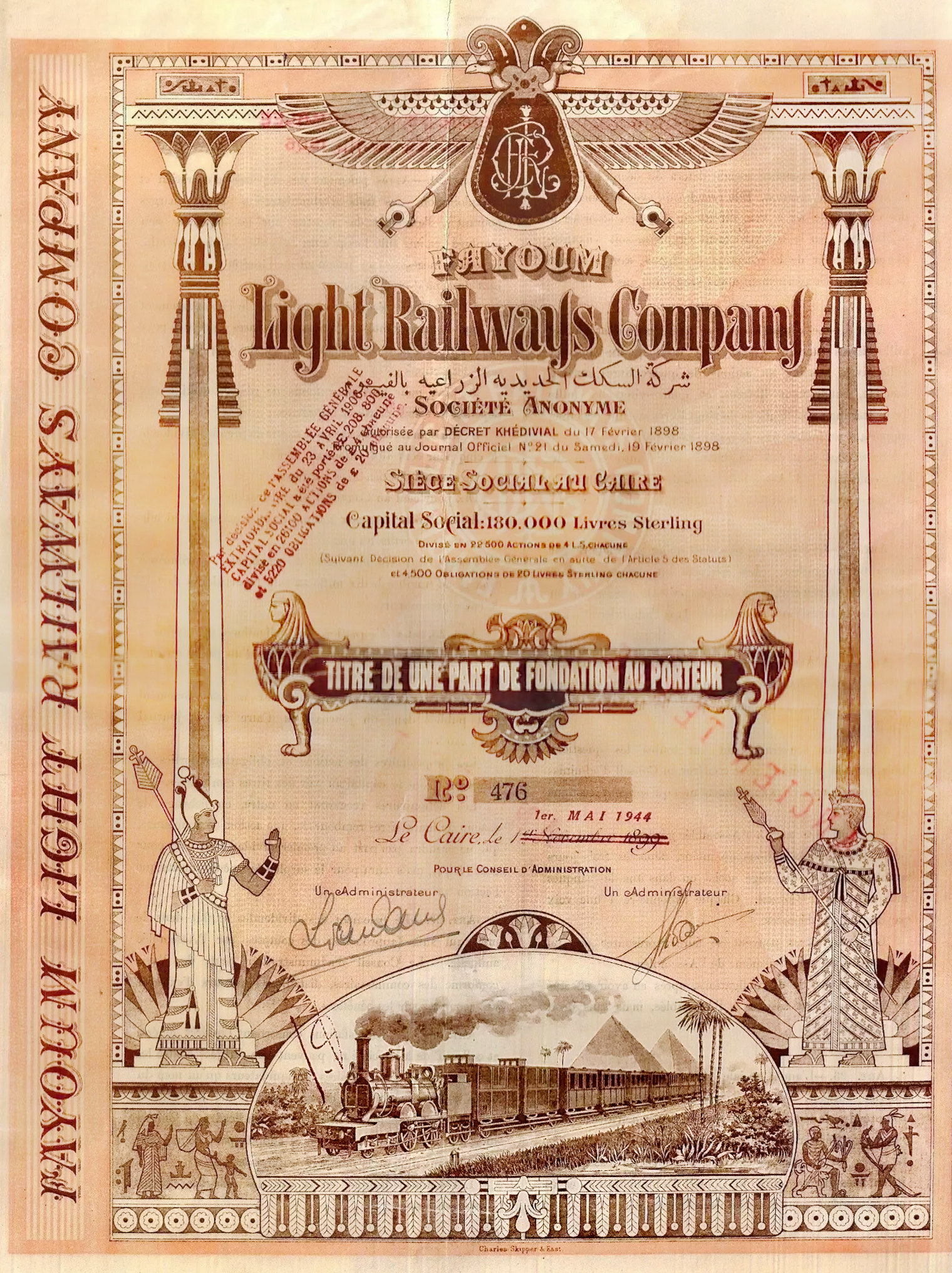
1944 überstempelte Originalaktie von 1899

Einige Aktien wurden am 1. Mai 1944 mit einem Stempel versehen neu herausgegeben, was zeigt, dass das Eisenbahnunternehmen während des Zweiten Weltkrieges noch existierte, obwohl seit 1938 keine Fahrpläne für den Personenverkehr mehr herausgegeben wurden.
In der Nachkriegszeit wurde der Betrieb eingestellt, obwohl die staatliche Konzession ursprünglich für 70 Jahre, d. h. bis zum 15. August 1972 erteilt worden war. Die Bahngesellschaft wurde wohl um 1952 aufgegeben.

## Weitere ägyptische Schmalspurbahnen
Die Port Said Railway hatte ab 1891 eine ähnliche Konzession, diente aber vor allem dem Personenverkehr entlang des Suezkanals, während Güter mit Kanalbooten transportiert wurden. Als sie nach wenigen Jahren auf Normalspur umgespurt wurde, wurden ihre Schmalspurlokomotiven an die Egyptian Delta Light Railways verkauft.
Der belgische Baron Édouard Empain gründete zusammen mit belgischen Investoren 1896 in Unterägypten die Chemins de Fer de la Basse-Egypte als Aktiengesellschaft. Im darauffolgenden Jahr gründete er zusammen mit französischen Investoren 1897 die ostägyptische Wirtschaftsbahngesellschaft Compagnie des chemins économiques de l’Est égyptien.
Die Egyptian Salt and Soda Company Railway wurde vor allem für den Transport von Mineralien für die Seifenherstellung genutzt. Die Western Oasis Lines und die Baharia Military Railway dienten der Erschließung zweier Oasen.